# 棕背伯劳
棕背伯劳（学名：Lanius schach）为伯劳科伯劳属的鸟类，俗名海南鵙、大红背伯劳。是一種東洋界很常見的留鳥，廣泛分布於亞洲各地，其羽毛隨地理範圍不同而有所變化。這種鳥類分布在亞洲大陸及東部群島。東部或喜馬拉雅亞種L. s. tricolor有時被稱為黑頭伯勞。雖然亞種之間的羽色有顯著差異，但牠們都有一條細長的黑色尾羽、黑色的眼罩和前額、棕紅色的臀部和兩側，以及肩部的小白斑。該物種被認為與灰背伯勞（Lanius tephronotus）構成超種，後者在青藏高原繁殖。

## 分類學
棕背伯勞由瑞典博物學家卡爾·林奈於1758年在他的《自然系統》第十版中正式物種描述。 林奈引用了瑞典探險家佩爾·奧斯貝克在其中國旅行記錄中對該物種的描述。該模式產地為中國廣州地區。 屬名Lanius源自拉丁語，意為「屠夫」，因為伯勞鳥的進食習性，有些伯勞鳥被稱為「屠夫鳥」。種名schach是一個擬聲詞，模仿其叫聲。 伯勞的英文名稱 "shrike" 來自古英語scríc，意為「尖叫」，指的是其刺耳的叫聲。
目前確認的九個亞種有：
- L. s. erythronotus （維格，1831年） – 從哈薩克斯坦南部至伊朗東北部、阿富汗、巴基斯坦和印度中北部
- L. s. caniceps （布萊思，1846年） – 印度西部、中部、南部及斯里蘭卡
- L. s. tricolor （霍奇森，1837年） – 尼泊爾和印度東部，經緬甸和中國南部至寮國北部和泰國北部
- L. s. schach （林奈，1758年） – 中國中部、東南部至越南北部
- L. s. longicaudatus （奧格爾維-格蘭特，1902年） – 泰國中部、東南部和寮國南部
- L. s. bentet （霍斯菲爾德，1821年） – 馬來半島、大巽他群島和婆羅洲
- L. s. nasutus （斯科波利，1786年） – 菲律賓（不包括巴拉望群島和蘇祿群島）
- L. s. suluensis （梅恩斯，1905年） – 蘇祿群島（菲律賓南部）
- L. s. stresemanni （默滕斯，1923年） – 新幾內亞東部高地

斯圖亞特·貝克在其《英屬印度動物誌》第二版中將Lanius schach、Lanius tephronotus和Lanius tricolor視為三個獨立物種。他認為nigriceps是tricolor的同義詞，並將erythronotus視為schach的亞種。休·惠斯勒和N. B. 金尼爾提出了其他分類法，認為tephronotus是schach的亞種，並將nigriceps和nasutus歸為一組。另一種分類法則將tricolor視為L. tephronotus的亞種。 然而，後來在庫馬盎地區觀察到tephronotus和schach共存，因此確認這兩者為不同的物種。分子距離也表明牠們之間的差異足夠大。 erythronotus群體的頭部為灰色，並逐漸過渡到棕紅色的背部。來自外里海地區的西部群體由謝爾蓋·布圖林命名為jaxartensis，據說體型較大，但不被認為是有效分類。 由沃爾特·科爾茲命名的來自印度西部乾旱地區的淺灰色形態kathiawarensis，也僅被視為一種變異型。 在印度南部和斯里蘭卡，亞種caniceps的紅棕色僅限於臀部，頭頂顏色較淺且背部為純灰色。比斯瓦莫伊·比斯瓦斯支持nigriceps（上背為灰色，下背為紅棕色）是tricolor和erythronotus的雜交種的觀點。
亞種longicaudatus有較灰的頭頂，分布於泰國和緬甸。指名亞種分布於中國，從長江流域南至海南和台灣。部分指名亞種的個體顯示黑化現象，曾被描述為fuscatus物種。 島嶼形態包括nasutus（菲律賓群島，從民答那峨島到呂宋島及北婆羅洲）、suluensis（蘇祿島）、bentet（巽他群島和蘇門答臘，婆羅洲除外）以及stresemanni的新幾內亞群體。
棕背伯劳羽色有棕色型、黑色型及过渡色型。曾经认为黑色型是一个独立种黑伯劳(L. fuscatus)，现在认为这只是棕背伯劳的一种色型，是一个变异类群。

## 描述
棕背伯勞是一種典型的伯勞鳥，喜愛乾燥的開闊棲地，常常棲息於灌木叢頂或電線上。其眼部的黑色「眼罩」較寬，覆蓋前額，大多數亞種如此，而tricolor和nasutus亞種的整個頭部為黑色。尾巴狹長，呈階梯狀，外側羽毛帶有淡淡的棕紅色。erythronotus亞種的背部和肩部的灰色帶有棕紅色，而印度南部的caniceps亞種則呈純灰色。 初級飛羽基部有少量的白色。褐背伯勞體型較小，花紋對比更鮮明，翅膀上有更顯著的白色斑塊。雌雄的羽色相同。

## 分布與棲地
該物種廣泛分布於從哈薩克斯坦到新幾內亞的亞洲地區，分布的區域從哈薩克起，穿過阿富汗、巴基斯坦與印度半島（除了東邊的國家），到紐幾內亞。中国、泰国、缅甸、印度、斯里兰卡、越南、台灣、菲律宾和马来半岛等地都有分布。
主要棲息於灌木叢和開闊地帶。常见于低海拔地区的疏林地，例槐、枫杨、泡桐、榆、柳、刺槐等乔木的顶端。許多溫帶區域的族群是遷徙性的，冬季向南遷移，而熱帶地區的族群通常為留鳥，儘管有時會進行短距離移動。印度南部的caniceps亞種在冬季會出現在印度南部的乾燥沿海地區。 tricolor亞種則遷徙到印度的孟加拉地區。 它們常見於灌木叢、草地和耕作的開闊土地上。印度南部的一項調查顯示，牠們是該地區最常見的越冬伯勞之一，並沿道路以線性密度分布，每公里約0.58隻，常常選擇電線作為棲息點。
該物種在歐洲極為罕見，僅在英國的南尤伊斯特島於2000年11月和荷蘭的登海爾德於2011年10月有兩次被接受的記錄。 一隻符合caniceps亞種特徵的鳥曾在馬爾地夫島上被發現。 此外，還有在約旦、以色列和土耳其的迷鳥記錄。

## 行為與生態

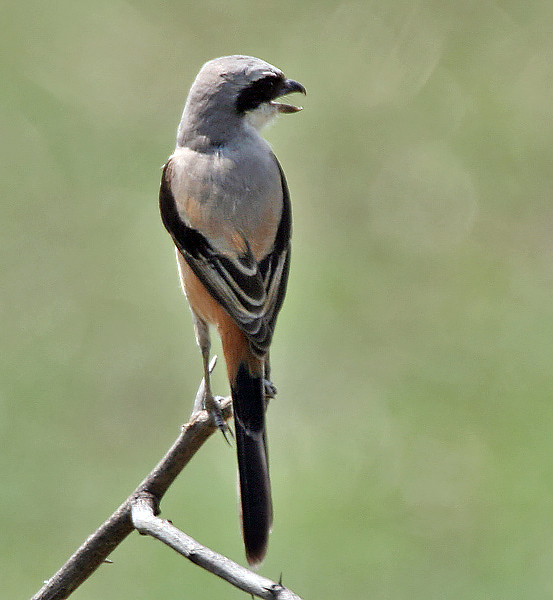
直立姿勢（ssp. erythronotus（凱奧拉德奧國家公園、印度）

這種鳥類有典型的伯勞「直立姿勢」，當牠棲息在灌木上時，會以一定角度滑翔下來捕捉蜥蜴、大型昆蟲、小型鳥和齧齒動物。牠們會維持覓食領地，通常單獨或成對出現，且相隔較遠。有時觀察到多隻伯勞爭奪棲息點並表現出玩耍行為。 牠們的叫聲通常粗糙刺耳，類似於被蛇捕獲的青蛙的尖叫聲。牠們能模仿多種動物的叫聲，包括鳩、布穀鳥、小狗和松鼠等，這使牠在東南亞部分地區成為受歡迎的寵物。
棕背伯勞捕食範圍廣泛，偶爾被觀察到從溪流中捕捉魚類。 牠們也捕捉小蛇。 有時牠們會進行盜食寄生，從其他鳥類手中奪取獵物。牠們也會在空中捕捉飛行的昆蟲。有時牠們在進食獵物的頭部或腦部後，會將獵物刺在荊棘叢上。據報導，在喀拉拉邦，牠們會食用苦楝的果實，甚至試圖將果實刺在樹枝上。
繁殖季節在溫帶地區的夏季，牠們的巢為深而鬆散的杯狀巢，由帶刺的樹枝、碎布和毛髮構成，通常放置在帶刺的灌木叢中或刺篱木和海棗樹（Phoenix）上。 每窩通常產下3到6顆蛋，雌雄共同孵化，約13至16天後孵化。年幼的雛鳥常被餵食由父母捕捉的小鳥。 有時牠們會在同一巢中養育第二窩雛鳥。牠們有時會受到杜鵑類的寄生，包括大杜鵑（在德拉敦地區）、普通鷹鵑、斑翅鳳頭鵑以及孟加拉的噪鵑。

## 圖庫

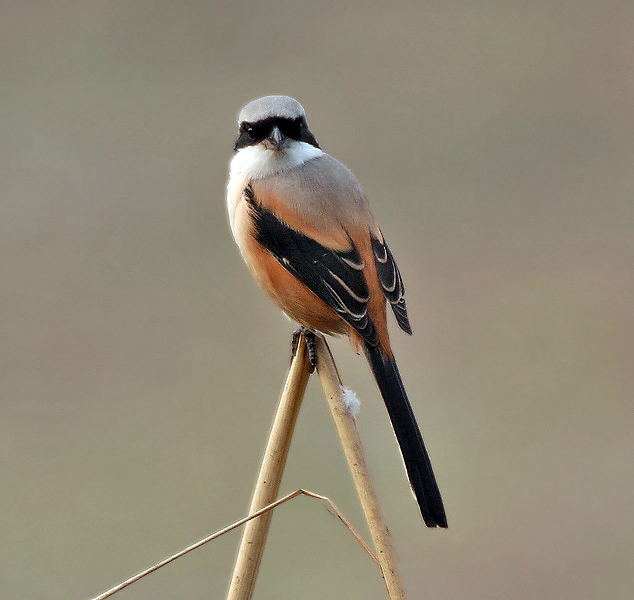
erythronotus race  .
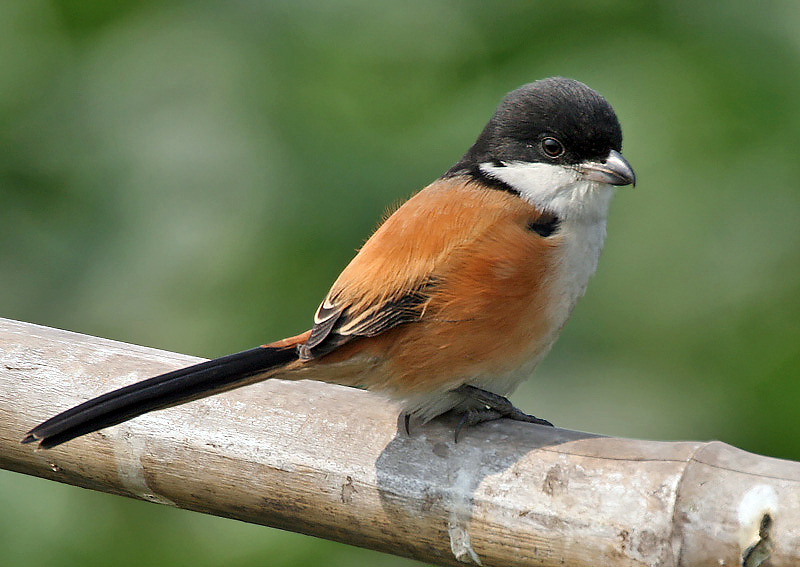
tricolor race
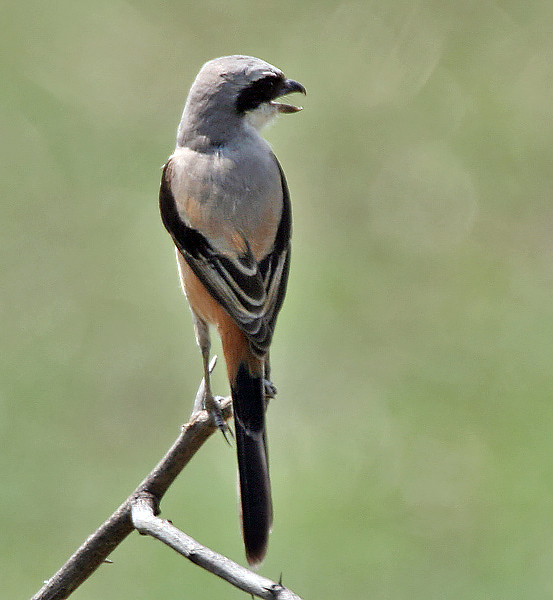
erythronotus race .
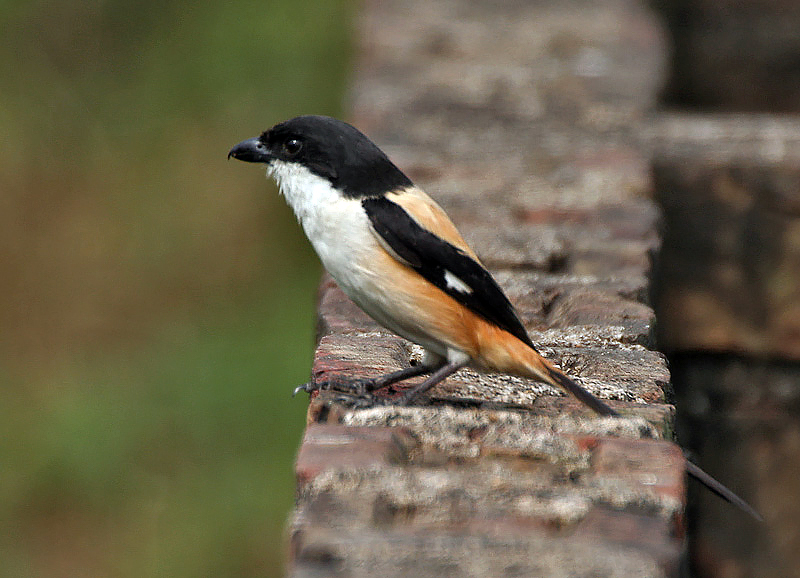
tricolor race